# Junkers A 48
Junkers A 48 – niemiecki samolot szkolny i sportowy, wyprodukowany w fabryce Junkers.
Przy jego budowie wykorzystano różne nowinki techniczne, np. ulepszoną konstrukcję hamulców. Egzemplarze wyposażano w różne silniki: Bristol Jupiter VII, BMW Hornet, Siemens Sh 20, Siemens Jupiter VI. Pierwszy z wymienionych pozwalał osiągnąć prędkość maksymalną ok. 275 km/h, zaś ostatni ok. 265 km/h. Junkers A 48 posłużył później do budowy w Szwecji wojskowego samolotu Junkers K 47, ponieważ części do 7 samolotów wysłano do filii koncernu - firmy AB Flygindustri.